# 奧希伊夫卡 (日托米爾州)
奧吉伊夫卡（羅馬化：Ohiivka）是位於烏克蘭北部日托米爾州別爾季切夫區魯任市鎮的村莊，始建於1622年，面積2.31平方公里，海拔高度240米，2001年人口663，人口密度每平方公里286.52人。